# کلاته زمان صوفی
کلاته زمان صوفی روستایی در دهستان آلمه بخش سملقان شهرستان مانه و سملقان استان خراسان شمالی ایران است.این روستا در61کیلومتری غرب
بجنورد ودر کنار جاده 22قرار دارد.

## جغرافیا
این روستا ازلحاظ جغرافیایی در غرب دشت سملقان ودر دامنه رشته کوه های الاداغ وقله تیغ بل است.
```
این روستا دارای آب‌وهوای مدیترانه‌ای با زمستان‌های سرد و تابستان‌های گرم می‌باشد.وسعت روستا بعلاوه زمین های اطراف453هکتار است.
```

```
این روستا از منابع آب خوبی برخوردار است که از کوه‌های آلاداغ سرچشمه می‌گیرد و به همین خاطر کشاورزی و دامپروری در پیرامون آن رواج دارد. زبان گفتاری تمامی ساکنان زمانصوفی کرمانجی است.
```

## جمعیت
بر پایه سرشماری عمومی نفوس و مسکن در سال 1395 جمعیت این مکان 775 نفر (236خانوار) بوده‌است.